# Emmesomyia dorsalis
Emmesomyia dorsalis este o specie de muște din genul Emmesomyia, familia Anthomyiidae. A fost descrisă pentru prima dată de Stein în anul 1915. Conform Catalogue of Life specia Emmesomyia dorsalis nu are subspecii cunoscute.